# Jorge de Lancastre, Duque de Aveiro
D. Jorge de Lancastre (m. Alcácer Quibir, 4 de Agosto de 1578) foi o 2.º Duque de Aveiro e o 2.º Marquês de Torres Novas. Era filho do 1.º Duque de Aveiro, D. João de Lancastre.
Fidalgo da Casa Real, antes da morte do pai usava o título de Marquês de Torres Novas. Nessa qualidade assistiu às cortes de 1562 e de 1568. Acompanhou o rei D. Sebastião a África em 1574, depois à entrevista com Filipe II em Guadalupe, e também com o Rei embarcou de novo para África na expedição de 1578. Na batalha de Alcácer Quibir comandou um corpo de cavalaria organizado à sua custa, composto de gente sua; e tomando parte na carga dada pelo próprio Rei para livrar a artilharia que os inimigos tinham quase tomado, caiu morto, como muitos fidalgos.

## Casamento e Descendência
D. Jorge casara-se em 1550 com D. Madalena Tellez Giron, filha do 4º Conde de Ureña, fidalgo espanhol, e irmã do 1º Duque de Ossuna.
Deste casamento nasceu D. Juliana de Lencastre, nascida até 1578 e morta em 1636. Depois de demanda com seu primo D. Álvaro de Lencastre acerca da sucessão da casa e ducado de Aveiro, veio a casar-se com ele, por determinação do rei D. Filipe I em 1588. D. Álvaro era filho de D. Afonso de Lencastre, comendador-mor de Santiago (segundo filho do 2º Duque de Coimbra), e de D. Violante Henriques.